# Grand-Prix d'Helsinki 2025
Navigation
Édition précédente Édition suivante
Le Grand-Prix d'Helsinki 2025 (2025 Grand Prix of Helsinki en anglais)  est une compétition internationale de patinage artistique qui accueille des patineurs amateurs de niveau senior dans quatre catégories: simple messieurs, simple dames, couple artistique et danse sur glace.
Il remplace la coupe de Russie pour l'édition 2025, coupe annulée pour la quatrième année consécutive, après que l'Union internationale de patinage ait interdit à la fédération de Russie d'organiser des compétitions internationales en raison de l'invasion russe de l'Ukraine le 24 février 2022. Depuis le 1er mars 2022, l'Union internationale de patinage interdit également aux patineurs artistiques et aux officiels de la fédération de Russie et de la Biélorussie de participer et d'assister à toutes les compétitions internationales, c'est pourquoi les athlètes russes et biélorusses ne peuvent participer à aucune épreuve du Grand Prix ISU 2025-2026,  jusqu'à nouvel ordre.
Le Grand-Prix d'Helsinki est organisé du 21 au 23 novembre 2025 à la patinoire d'Helsinki. Il est la sixième compétition du Grand Prix ISU senior de la saison 2025/2026.

## Résultats

### Messieurs
(compétition à venir)
| Rang | Nom | Pays | Points | Programme court | Programme court | Programme libre | Programme libre |
| ---- | --- | ---- | ------ | --------------- | --------------- | --------------- | --------------- |
| 1    |     |      |        |                 |                 |                 |                 |
| 2    |     |      |        |                 |                 |                 |                 |
| 3    |     |      |        |                 |                 |                 |                 |
| ...  |     |      |        |                 |                 |                 |                 |

### Dames
(compétition à venir)
| Rang | Nom | Pays | Points | Programme court | Programme court | Programme libre | Programme libre |
| ---- | --- | ---- | ------ | --------------- | --------------- | --------------- | --------------- |
| 1    |     |      |        |                 |                 |                 |                 |
| 2    |     |      |        |                 |                 |                 |                 |
| 3    |     |      |        |                 |                 |                 |                 |
| ...  |     |      |        |                 |                 |                 |                 |

### Couples
(compétition à venir)
| Rang | Nom | Pays | Points | Programme court | Programme court | Programme libre | Programme libre |
| ---- | --- | ---- | ------ | --------------- | --------------- | --------------- | --------------- |
| 1    |     |      |        |                 |                 |                 |                 |
| 2    |     |      |        |                 |                 |                 |                 |
| 3    |     |      |        |                 |                 |                 |                 |
| ...  |     |      |        |                 |                 |                 |                 |

### Danse sur glace
(compétition à venir)
| Rang | Nom | Pays | Points | Danse rythmique | Danse rythmique | Danse libre | Danse libre |
| ---- | --- | ---- | ------ | --------------- | --------------- | ----------- | ----------- |
| 1    |     |      |        |                 |                 |             |             |
| 2    |     |      |        |                 |                 |             |             |
| 3    |     |      |        |                 |                 |             |             |
| ...  |     |      |        |                 |                 |             |             |

## Source
(compétition à venir)